# Circondario di Foligno
Il circondario di Foligno era uno dei circondari in cui era suddivisa la provincia di Perugia.

## Storia
Con l'Unità d'Italia (1861) la suddivisione in province e circondari stabilita dal Decreto Rattazzi fu estesa all'intera Penisola. Il circondario di Foligno fu creato come suddivisione della provincia di Perugia.
Il circondario di Foligno fu abolito, come tutti i circondari italiani, nel 1927, nell'ambito della riorganizzazione della struttura statale voluta dal regime fascista.

## Suddivisione
Nel 1863, la composizione del circondario era la seguente:
- mandamento I di Foligno
  - comune di Foligno
- mandamento II di Assisi
  - comune di Assisi
- mandamento III di Gualdo Tadino
  - comuni di Fossato di Vico; Gualdo Tadino; Sigillo
- mandamento IV di Nocera Umbra
  - comuni di Nocera Umbra; Valtopina
- mandamento V di Spello
  - comuni di Cannara; Colle Mancio; Spello